# Karl von Kirchbach auf Lauterbach
Pour les articles homonymes, voir Kirchbach (homonymie) et Lauterbach.
Karl von Kirchbach auf Lauterbach, né le 20 mai 1856 à Gyöngyös (Hongrie), mort le 20 mai 1939 à Scharnstein (Haute-Autriche), est un comte et militaire austro-hongrois qui a combattu pendant la Première Guerre mondiale.

## Biographie

### Origines
Né dans une famille noble originaire de Saxe, la famille de Kirchbach (de), qui a donné des militaires à la Suède, à la Prusse et à la monarchie autrichienne, Karl von Kirchbach naît à Gyöngyös dans le royaume de Hongrie, alors partie de l'empire d'Autriche qui devient en 1867 l'Empire austro-hongrois. Il entre à l'âge de 11 ans à l'école des cadets puis à l'Académie militaire thérésienne, à Wiener Neustadt, d'où il sort comme lieutenant de dragons de l'armée impériale et royale (KuK). De 1881 à 1884, il étudie à l'école de guerre impériale et royale (de) à Vienne. Après un passage par l'état-major, il devient en 1901 colonel du 5e régiment de dragons. Il est nommé major-général en 1905 et exerce, de 1907 à 1909, le commandement de la 10e brigade de cavalerie, puis, de 1909 à 1911, celui de la 1re division de cavalerie à Temesvar (Timișoara). Il fait partie du cercle d'officiers novateurs qui entoure l'archiduc François-Ferdinand d'Autriche, héritier du trône, et le chef d'état-major général Franz Conrad von Hötzendorf. En 1911, il est nommé inspecteur de la cavalerie de la Landwehr (armée territoriale) et propose d'améliorer son entraînement pour l'élever au niveau des troupes de ligne, de façon qu'elle puisse opérer en grandes unités en coopération avec l'infanterie. Le 1er mai 1914, il est nommé général de cavalerie.

### Première Guerre mondiale

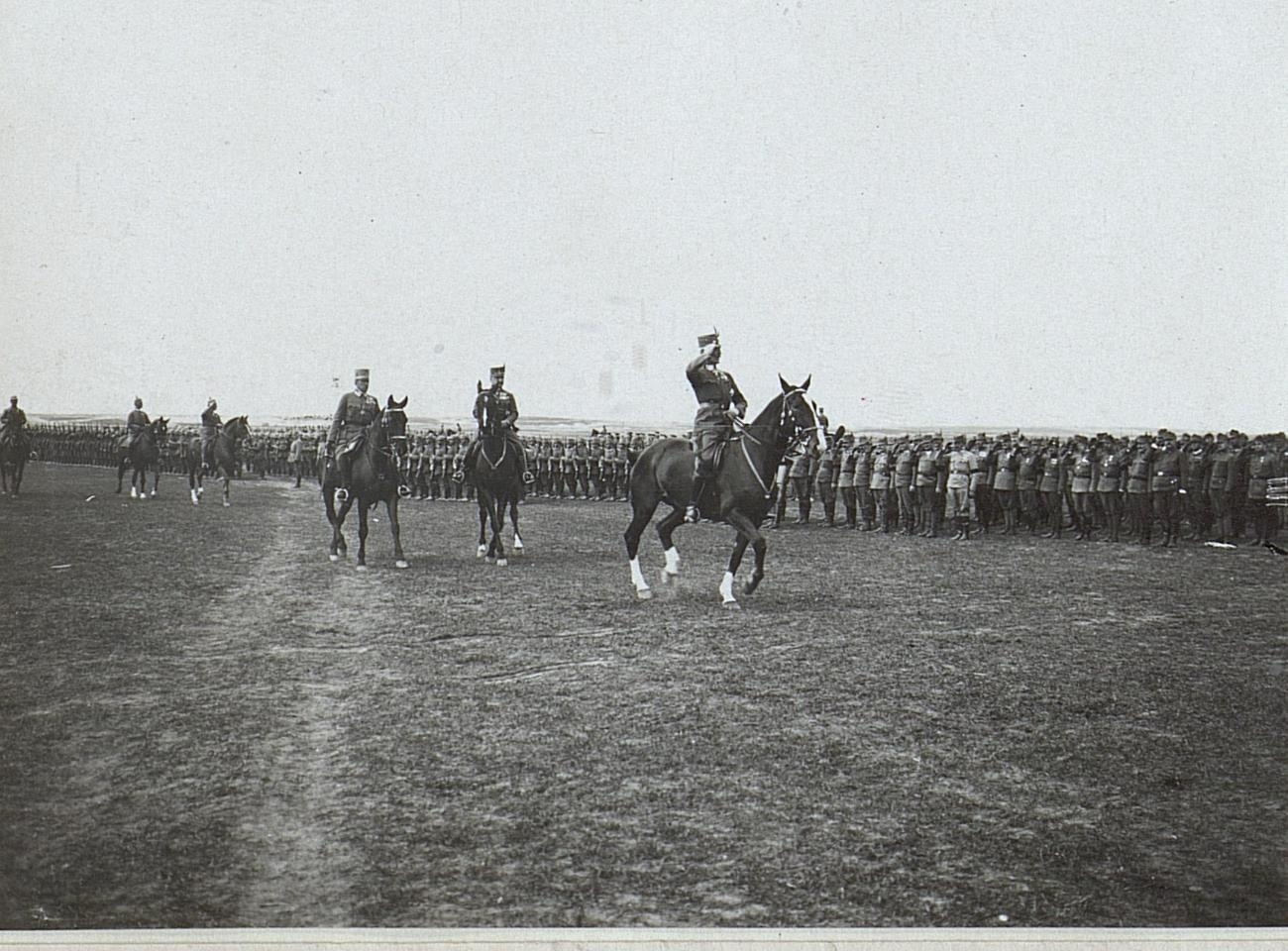
Le général von Kirchbach passant en revue les troupes sur le front en 1917

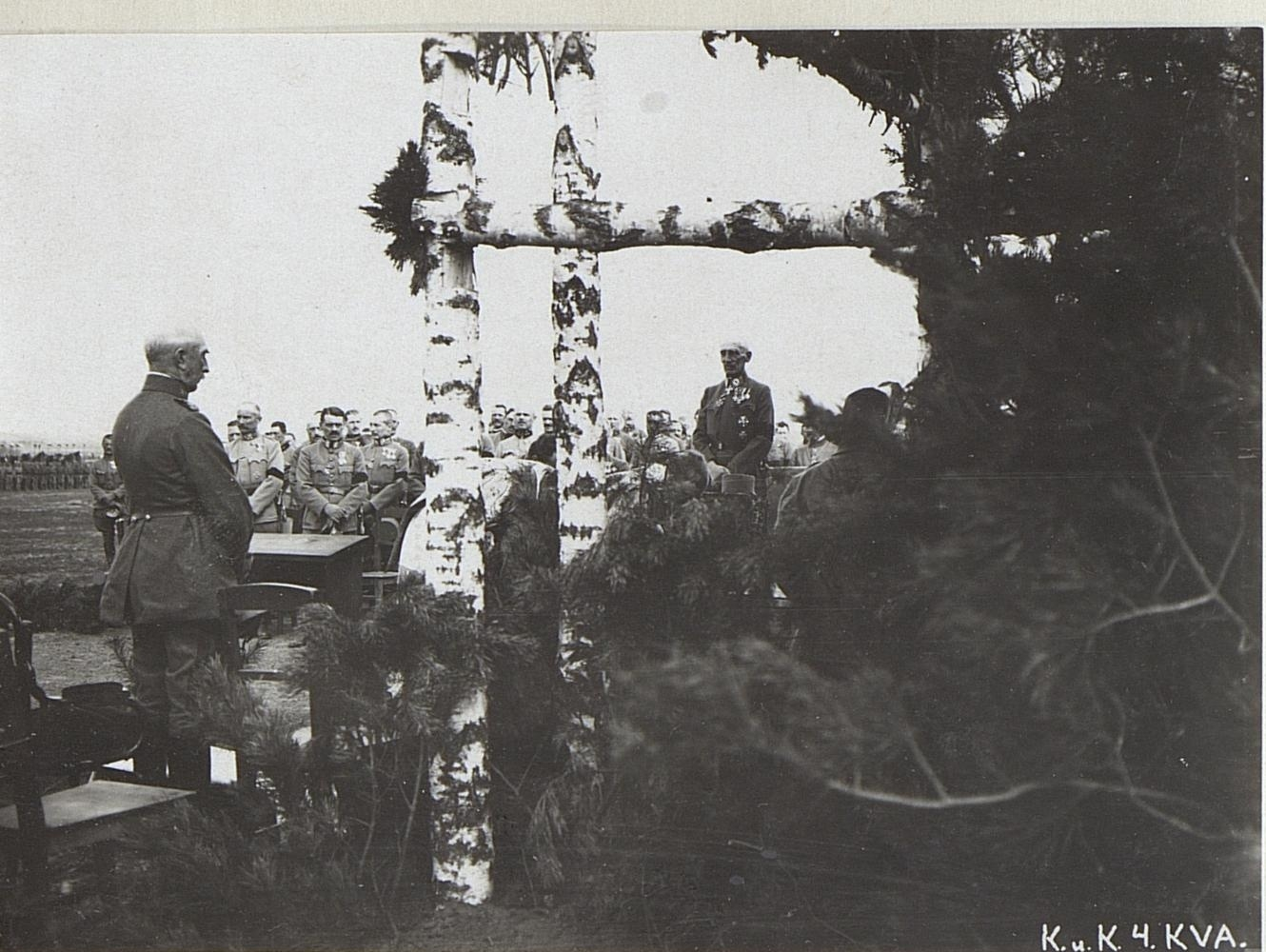
Le général von Kirchbach assistant à une messe de campagne à Volodymyr-Volynskyï (Galicie) en 1917

Au commencement de la guerre, en août 1914, Karl von Kirchbach reçoit le commandement du Ier corps, basé à Cracovie, formant l'aile gauche de la 1re armée austro-hongroise (général Viktor von Dankl) sur le front russe. Le Ier corps avance en Pologne russe et prend part à la victoire de Krasnik (23-25 août 1914) mais les défaites des autres armées austro-hongroises obligent la 1re armée à se replier, le Ier corps couvrant sa retraite. Lors de la bataille de la Vistule (29 septembre-31 octobre 1914), le Ier corps atteint les abords d'Ivangorod (aujourd'hui Dęblin) sans pouvoir s'y maintenir. Toujours à la tête du Ier corps, Kirchbach participe à l'offensive de Gorlice-Tarnów qui, à partir de mai 1915, repousse l'armée russe dans le sud de la Pologne. En août 1915, il ouvre une tête de pont sur le Boug près de Sokal. L'armée austro-hongroise contribue à la Grande Retraite de l'armée russe en 1915. En août-septembre 1915, les Austro-Hongrois veulent poursuivre leur offensive mais sont repoussés par une forte contre-attaque russe à la bataille de Rivne (en russe, Rovno). Le front de la 1re armée se stabilise sur la Styr autour de Kovel.
En mai 1916, le Ier corps est envoyé sur le front italien et rattaché à la 3e armée austro-hongroise (général Hermann Kövess). Il participe à l'offensive du Trentin (15 mai-10 juin 1916) qui est un échec.
Le corps Kirchbach est alors rappelé sur le front de l'Est où les forces austro-hongroises reculent devant l'offensive Broussilov. Il défend le col Yablonitsky (ou col des Tatars), dans les Carpates, empêchant les forces russes d'avancer vers la plaine hongroise. Le 8 septembre 1916, Karl von Kirchbach succède au général Karl von Pflanzer-Baltin comme chef de la 7e armée austro-hongroise. Le 20 octobre 1916, il échange son commandement avec celui du général Hermann Kövess et prend la tête de la 3e armée. Le 1er novembre 1916, Karl von Kirchbach est nommé Generaloberst.
Le 5 mars 1917, il est nommé à la tête de la 4e armée austro-hongroise dont le chef, Karl Tersztyánszky von Nádas, a dû démissionner à la suite d'un conflit avec son collègue allemand Alexander von Linsingen. Kirchbach doit cependant prendre un congé jusqu'en octobre 1917 pour cause de maladie. Le 8 décembre 1917, il est élevé au rang de comte.
Au début de 1918, Kirchbach est chargé d'administrer les territoires russes occupés du gouvernement de Kherson (capitale : Odessa), d'y maintenir l'ordre et d'y prélever le maximum de produits agricoles. Au début du mois d'avril 1918, il est de nouveau mis en congé pour raisons de santé. Le 24 septembre 1918, l'empereur Charles Ier le nomme inspecteur des troupes du front de l'Ouest.
Après la fin de la guerre, il se retire en république d'Autriche. Il meurt à Scharnstein en mai 1939.

## Sources et bibliographie
- (de) Cet article est partiellement ou en totalité issu de l’article de Wikipédia en allemand intitulé « Karl von Kirchbach auf Lauterbach » (voir la liste des auteurs) dans sa version du 9 avril 2017.